# Schloss Aigen am Inn

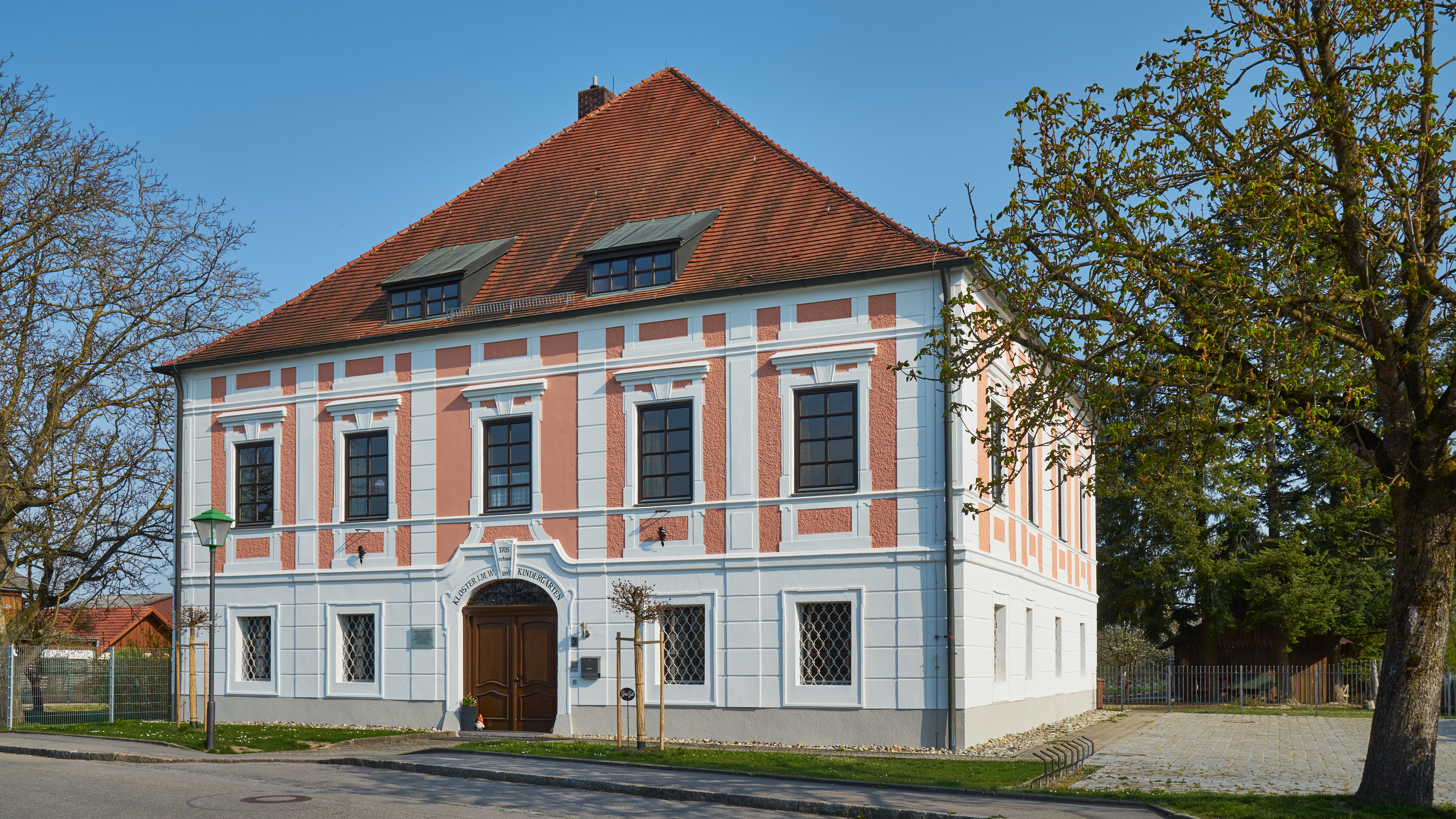
Schloss Aigen am Inn

Das Schloss Aigen am Inn, auch Fürstbischöfliches Schloss Neuriedenburg genannt, ist ein ehemals fürstbischöfliches Schloss in Aigen am Inn, einem Ortsteil der niederbayerischen Gemeinde Bad Füssing im Landkreis Passau. Es dient heute als Kindergarten. Die Anlage wird als Bodendenkmal unter der Aktennummer D-2-7645-0218 im Bayernatlas als „untertägige frühneuzeitliche Befunde im Bereich des ehem. Fürstbischöflichen Schlosses in Aigen a. Inn“ geführt. Ebenso ist sie unter der Aktennummer D-2-75-116-13 als denkmalgeschütztes Baudenkmal von Aigen am Inn verzeichnet.

## Geschichte
Das Schloss wurde 1704 als Pflegamtssitz erbaut. Ende des 18. Jahrhunderts erfolgte ein Umbau zum Jagdschloss unter dem Passauer Fürstbischof Leopold Ernst Graf von Firmian. 1810 teilweise abgebrannt, wurde das Schloss anschließend wiederaufgebaut. Es diente ab 1860 als Institut der Englischen Fräulein mit Mädchenschule. Ab 1893 übernahmen die Ordensfrauen auch die Betreuung und Leitung der Kleinkinderbewahranstalt. Nach Auflösung des Instituts 1971 erfolgte unter Pfarrer Josef Starnecker in den Jahren 1976/77 der Umbau des Jagdschlosses zum heutigen Kindergarten.

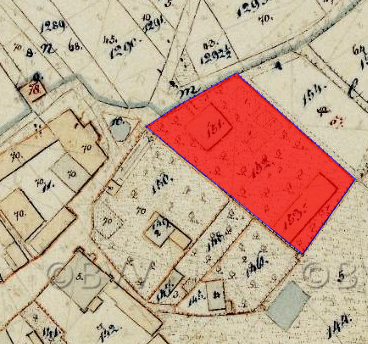
Lageplan von Schloss Aigen am Inn auf dem Urkataster von Bayern

## Baubeschreibung
Das Schloss steht unter Denkmalschutz (Akten-Nummer D-2-75-116-13). Die Beschreibung des Bayerischen Landesamts für Denkmalpflege lautet:

„zweigeschossiger Walmdachbau mit Kniestock und reichen Putzgliederungen, errichtet 1704 als Pflegamtssitz, 1775 Umbau zum Jagdschloss mit Aufstockung, nach Brand 1810 oberes Geschoss abgetragen, ab 1860 Institut der Englischen Fräulein, jetzt Kindergarten.“